# Ban-Jelačić-Platz
Der Ban-Jelačić-Platz (kroatisch Trg bana Josipa Jelačića) ist der zentrale Platz der kroatischen Hauptstadt Zagreb und wurde nach Ban Josip Jelačić benannt. Er befindet sich in der Zagreber Unterstadt (Donji grad).
In den Ban-Jelačić-Platz münden von Westen die Ilica-Straße, von Nordwesten die Pavle-Radić-Straße (ulica Pavla Radića), von Norden die kleineren Straßen Splavnica und Harmica, von Nordosten die ulica Bakačeva, von Osten die Nikola-Jurišić-Straße (ulica Nikole Jurišića) sowie von Süden die kleinere Prager Straße (Praška) und Gaj Straße (Gajeva).
Der Platz gilt als der bedeutendste Treffpunkt der Zagreber Bevölkerung. Hier findet auch regelmäßig der Markt statt. Der Platz ist nur teilweise mit Privatfahrzeugen erreichbar. Daher kommen die Zagreber größtenteils mit der von ZET betriebenen Straßenbahn Zagreb hierher. Tagsüber fahren die Linien 1, 6, 11, 12, 13, 14, 17 und nachts die Linien 31, 32 und 34.

## Geschichte

### Architektur
Der Platz besteht seit dem 17. Jahrhundert. Verschiedene Architekturstile erinnern hier an die Geschichte unter Österreich-Ungarn: Bauwerke aus Klassizismus, Wiener Sezession, aber auch aus der Moderne. Das derzeit älteste Gebäude (Hausnummer 18) wurde im Jahr 1827 erbaut.

### Name

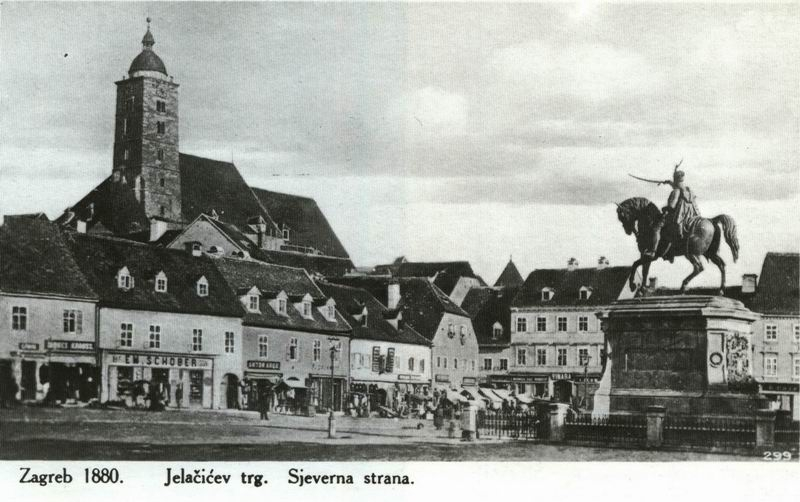
Der Platz im Jahr 1880

Nach der Niederschlagung der 1848er Aufstände wurde der Platz mit dem Namen des kaisertreuen Volkshelden Joseph Jelačić von Bužim benannt und behielt diesen auch nach dem Zusammenbruch der Donaumonarchie. Erst mit dem erneuten Sieg Jugoslawiens gegen Österreich im Zweiten Weltkrieg wurde von der Föderativen Volksrepublik Jugoslawien unter Tito im Kampf gegen die deutschfreundlichen und kommunismusfeindlichen Teile der kroatischen Bevölkerung wie auch gegen die Reste der Ustascha der Name des Platzes in Platz der Republik (Trg Republike) geändert. In Zagreb empfand die große Mehrheit dies als Beschneidung der kroatischen Identität und Nationalität. So wurde nach dem Tod Titos und dem Zusammenbruch des Kommunismus die Rückumbenennung als Ausdruck der Befreiung begrüßt. Der Name ist heute unumstritten.

### Reiterdenkmal

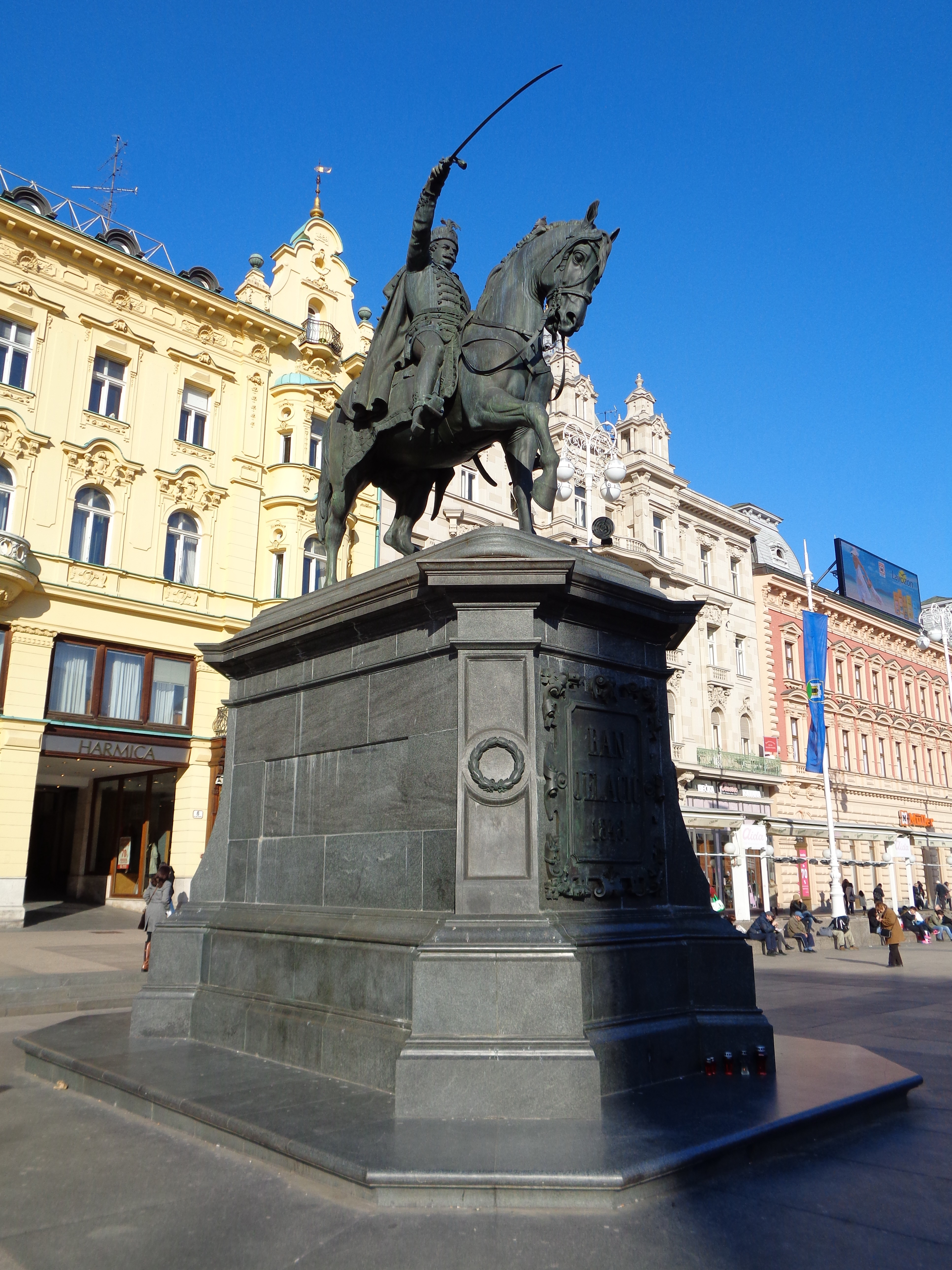
Reiterstandbild von Ban Jelačić

Auf dem Platz befindet sich die große Reiterstatue des Ban Josip Jelačić. Die Skulptur wurde vom österreichischen Künstler Anton Dominik Fernkorn geschaffen und am 19. Oktober 1866 eingeweiht. Demonstrativ zeigte der Säbel des Feldherrn in Richtung Budapest. Im Jahr 1947 wurde die Statue von der damaligen kommunistischen Regierung Jugoslawiens entfernt, da Jelačić nicht als historisch zu würdigende Persönlichkeit angesehen wurde, weil er als kaiserlicher Loyalist führend an der Niederschlagung der Revolution von 1848 beteiligt war. Antun Bauer rettete die Statue vor der Zerstörung, indem er sie in den Kellerräumen der Galerie Gliptoteka versteckte. Kurz vor der Erlangung der staatlichen Unabhängigkeit Kroatiens wurde die Statue am 16. Oktober 1990 an ihrem ursprünglichen Platz wiedererrichtet und der Platz erhielt seinen alten Namen zurück. Allerdings wurde die Richtung der Statue geändert: der Säbel des Feldherren zeigt nun weg vom alten Gegner Ungarn nach Süden.